# A Outra Mulher
A Outra Mulher (The Other Woman, em inglês, no original) é um romance de espionagem de Daniel Silva publicado pela primeira vez em 2018 sendo o décimo oitavo em que intervém o agente dos serviços secretos israelitas Gabriel Allon.
Alcançou a posição nº. 1 da lista dos livros mais vendidos do The New York Times em 5 de Agosto de 2018.

## Resumo
Numa pequena povoação nas montanhas da Andaluzia, uma francesa a que os locais chamam la loca  começa a escrever um livro de memórias perigoso. É a história de um homem que ela amou há muito em Beirute, e duma criança que lhe foi retirada com a justificação da sua traição com outro homem. A mulher guarda um dos segredos mais bem guardados do Kremlin. Muito tempo antes, a KGB inseriu uma toupeira no coração do Ocidente, uma toupeira que está actualmente à beira de assumir a posição de chefia de uma agência nacional de espionagem.:Contracapa
Gabriel Allon, o restaurador de arte e antigo agente que agora chefia os serviços secretos de Israel, vai procurar desvendar a conspiração. Allon, conforme contado em anteriores livros da série, lutou contra as forças das trevas da Rússia pós-comunista com grande custo pessoal quase tendo sido aniquilado. Nesta história, ele e a sua equipa vão-se envolver com os russos num confronto de cujo resultado irá depender o equilíbrio da ordem global do pós-Guerra Fria.:Contracapa
Gabriel é levado para a caça à toupeira russa após o seu informador mais importante nos serviços secretos russos ter sido brutalmente assassinado quando tentava desertar em Viena. A sua busca para esclarecer este episódio irá levá-lo de volta ao passado, ao maior ato de traição do século XX e, finalmente, a um clímax fascinante ao longo das margens do rio Potomac, nos arredores de Washington.

## Personagens notáveis
Para além de referências gerais aos presidentes actuais dos EUA e da Rússia, Daniel Silva faz uma biografia resumida de Kim Philby cujas acções no passado acabam por ter repercussões no desenrolar da história deste livro e em alguns dos seus personagens.
São ainda referidos os outros quatro membros do grupo conhecido como Cambridge Five, sendo eles Donald Maclean, Guy Burgess, Anthony Blunt e John Cairncross.